# August Wolfinger
August Wolfinger (ur. 5 listopada 1949 w Balzersie) – narciarz alpejski z Liechtensteinu.
Brał udział w igrzyskach zimowych w 1964, na których wystartował w biegu zjazdowym (downhill), slalomie i slalomie gigancie.
W zjeździe zajął 52. miejsce z czasem 2:37,25, w slalomie gigancie był 46. z wynikiem 2:10,64, natomiast w slalomie plasował się na 47. pozycji po pierwszym przejeździe, a drugiego nie ukończył. Jest najmłodszym olimpijczykiem w historii Liechtensteinu.